# Crenitis dissimilis
Crenitis dissimilis är en skalbaggsart som först beskrevs av Horn 1873.  Crenitis dissimilis ingår i släktet Crenitis och familjen palpbaggar. Inga underarter finns listade i Catalogue of Life.